# Baba ghanoush

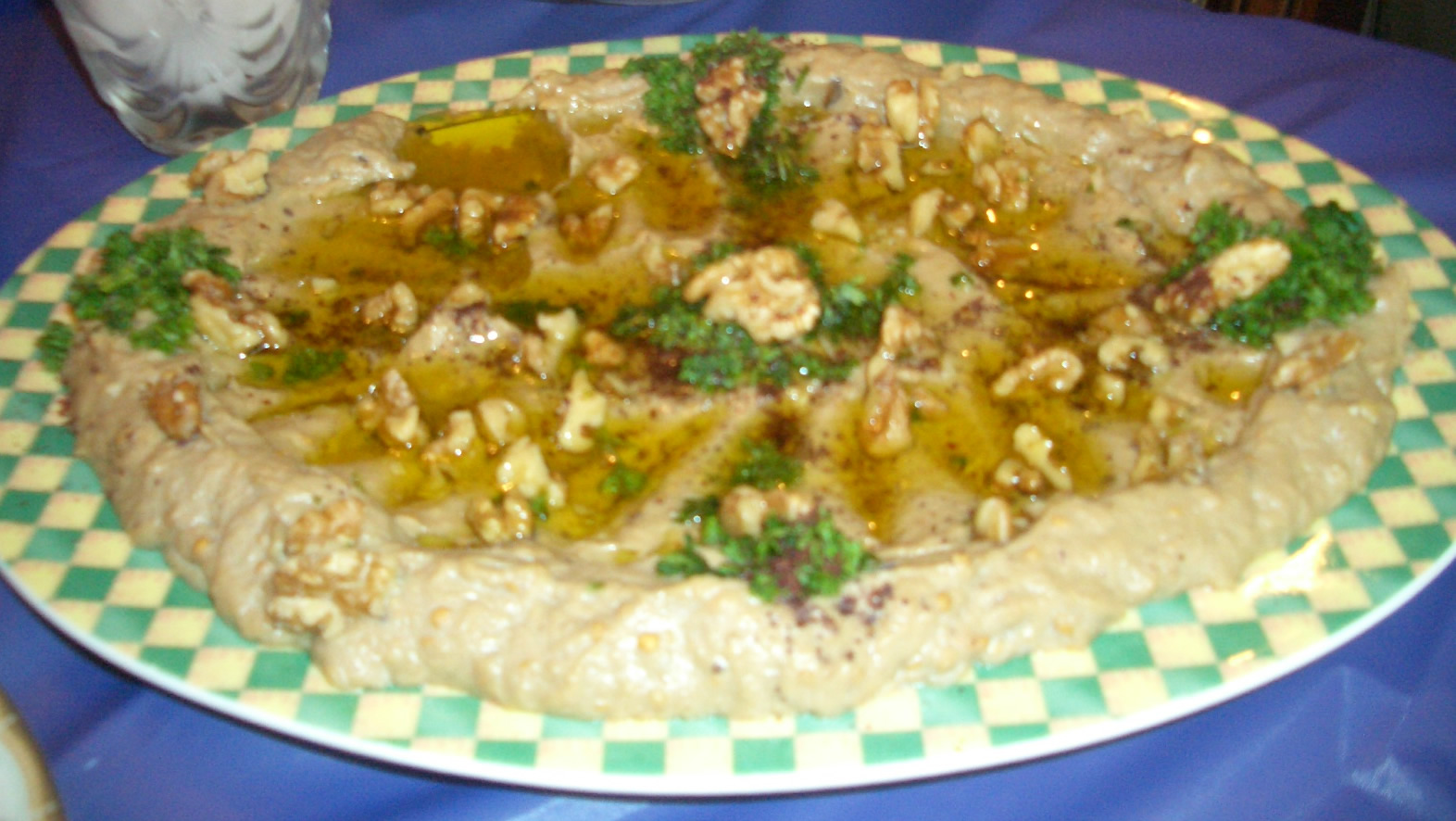
Gotowa potrawa – polana oliwą z dodatkiem pietruszki i czosnku; widać również ziarna sezamu

Baba ganoush, baba gannoush, baba ghannouj lub baba ghannoug (arab. بابا غنوج DIN: bābā ġanūj) – danie kuchni arabskiej, popularna na Bliskim Wschodzie (Liban, Syria) i w Egipcie potrawa w formie pasty lub dipu, której podstawowym składnikiem są bakłażany i sezam. Pastę tę je się najczęściej z pieczywem nakładaną na placki chlebowe pita lub khubz, lub dodając ją do warzyw lub grilowanych mięs. W polskich warunkach może posłużyć jako baza do kanapek. W Egipcie baba ganoush bywa podawana jako danie główne z ziarenkami z owocu granatu.

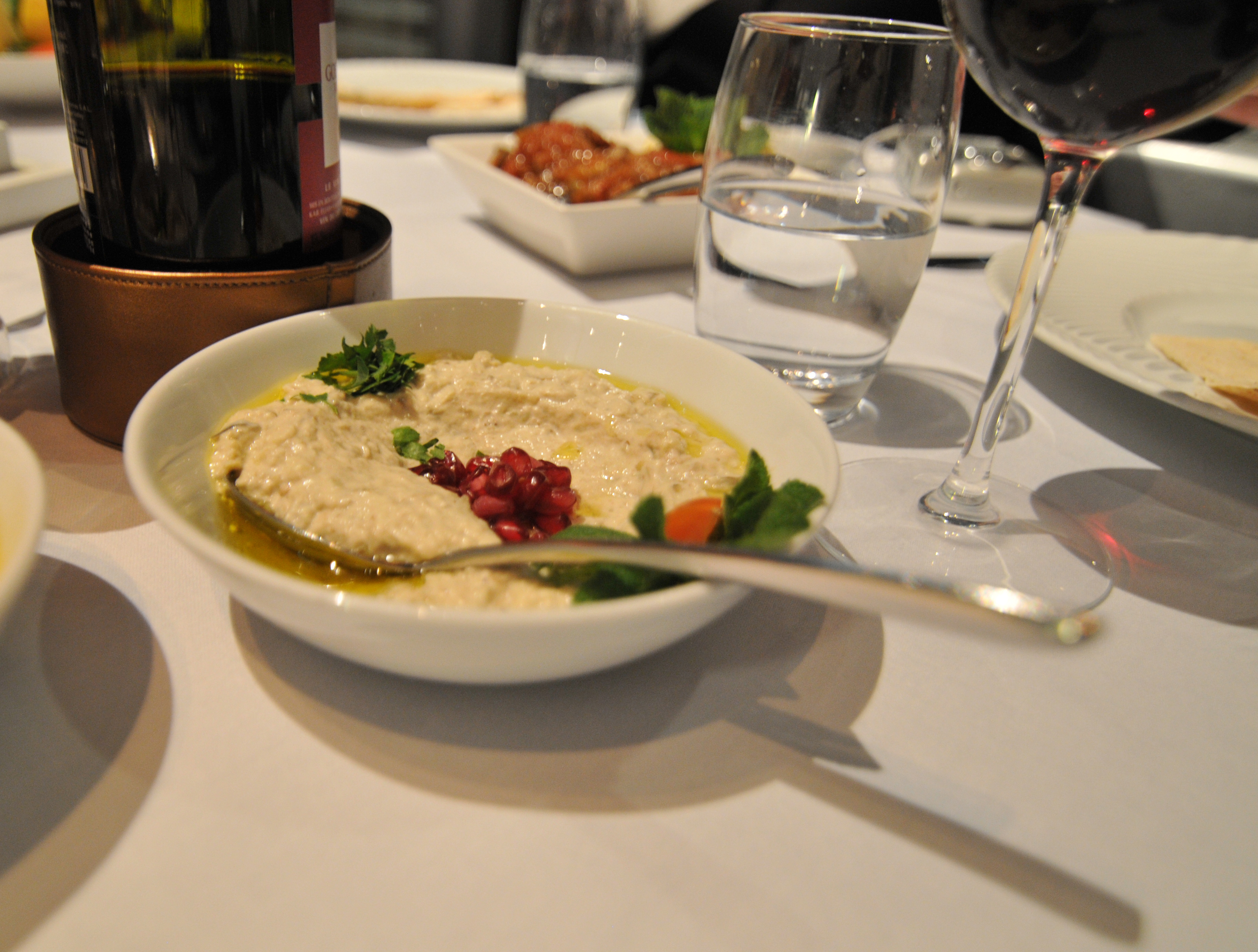
Baba ghanoush

Podstawowa, prosta baba ganoush składa się z miąższu upieczonego bakłażana, którego charakterystycznym dodatkiem jest sezam w formie pasty tahini, całość doprawia się sokiem z cytryny, oliwą i solą. Wśród przypraw spotyka się czasem również rozgnieciony czosnek, utartą cebulę, nać pietruszki, miętę, kmin rzymski, paprykę.
Gotowa pasta ma jednolity kolor białawy albo żółtawo-kremowy i podawana jest na zimno. Można ją łatwo przygotować w domowych warunkach, ale bywa też sprzedawana w handlu jako gotowy produkt spożywczy.

Podobną bliskowschodnią potrawą na bazie tego samego warzywa, ale nieco inaczej przygotowaną jest mutabbel. W innych regionach świata zbliżone pasty bakłażanowe to m.in.:
- kresowy i rosyjski kawior z bakłażana (баклажанная икра)
- grecka i cypryjska melizanosalata (μελιτζανοσαλάτα)
- izraelskie hacilim (סלט חצילים)
- indyjskie baingan bartha
- francuskie caviar d'aubergine
- tureckie patlıcan salatası
- bułgarskie kiopolu (кьополу)